# Chère Louise

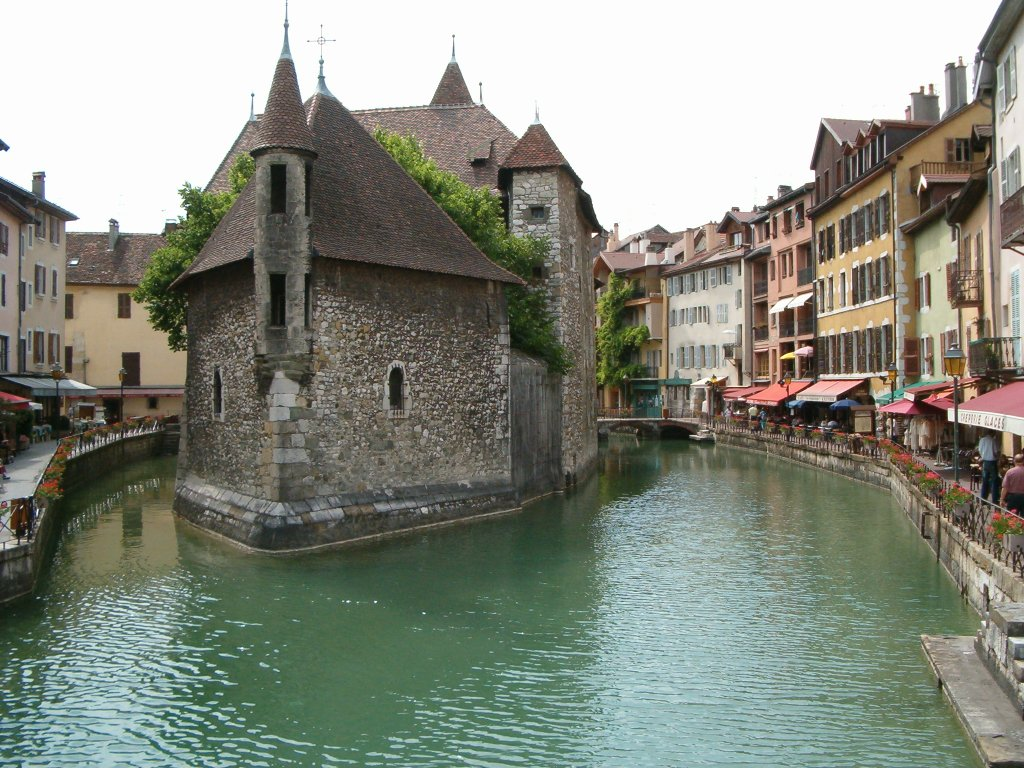
Vista de la ciudad de Annecy en el llamado país de las islas, donde se desarrolla la acción de la película

Pecados de otoño (título original en francés: Chère Louise) es una película franco-italiana dirigida por Philippe de Broca de 1972. Fue presentada en el Festival de Cine de Cannes en 1972.
En Francia fue estrenada el 6 de septiembre de 1972. 
En España fue estrenada en 1974, con el título Pecados de otoño

## Argumento
Luise, una mujer madura, profesora en un Liceo de Annecy, conoce casualmente a Luigi, un emigrante italiano de 17 años. Ella le ayuda, le lleva a su casa y con él vive un breve y absurdo idilio. 
La ciudad de Annecy, con sus canales y puentes se convierte en protagonista de la película, acompañada por la música romántica.

## Reparto completo
- Jeanne Moreau - Louise
- Julian Negulesco - Luigi
- Didi Perego - Frédérique
- Yves Robert - Magnetto, el vendedor de bicicletas
- Pippo Starnazza
- Lucienne Legrand - La casera
- Jenny Arasse
- Toni Arasse
- Luce Fabiole
- Jill Larson
- Louis Navarre